# Fighters Megamix
Fighters Megamix (ファイターズ メガミックス?, Faitāzu Megamikkusu) è un videogioco picchiaduro del 1996 sviluppato da Sega-AM2, che funge da crossover tra i giochi picchiaduro arcade 3D Virtua Fighter 2 e Fighting Vipers. Include anche personaggi sbloccabili provenienti da altri titoli AM2, come Virtua Cop 2 e Daytona USA. Sviluppato per Sega Saturn, il gioco è stato pubblicato a livello globale nel 1997; a differenza della maggior parte dei titoli AM2 dell'epoca, Fighters Megamix non ha avuto una versione arcade. Un port per Game.com è stato distribuito esclusivamente per il mercato nord americano nel 1998.
Pensato come un'introduzione a Virtua Fighter 3 (annunciato ma mai pubblicato per Saturn), Fighters Megamix adotta un concetto simile a quello di The King of Fighters, in cui personaggi e stili di gioco diversi si mescolano. Il gioco presenta ring aperti tipici di Virtua Fighter (senza possibilità di ring-out) e gabbie chiuse di Fighting Vipers. I personaggi di Virtua Fighter hanno nuove mosse ispirate a Virtua Fighter 3, tra cui una mossa di schivata che consente ai lottatori di evitare colpi pericolosi e creare spazio per una contromossa. Inoltre, i giocatori possono utilizzare i boss di Virtua Fighter 2 e Fighting Vipers senza dover inserire codici.
Al momento della sua uscita, Fighters Megamix è stato acclamato come uno dei migliori giochi per Sega Saturn, con la critica che ha lodato le sue meccaniche crossover come un grande successo, contribuendo a forti vendite.

## Modalità di gioco
Il gioco presenta due modalità che riproducono rispettivamente il gameplay di Fighting Vipers e di Virtua Fighter. I lottatori provengono da Virtua Fighter 2 e Fighting Vipers, con la possibilità di sbloccare anche personaggi di altri videogiochi, tra cui Virtua Cop 2, Rent a Hero, Virtua Fighter Kids e Daytona USA. Inoltre, il gioco offre diverse modalità, tra cui l'allenamento, la sopravvivenza, il combattimento per due giocatori, la battaglia a squadre e una modalità per un solo giocatore, suddivisa in nove percorsi distinti.
Questi percorsi comprendono il Novice Trial, dedicato ai principianti, il percorso Virtua Fighter, che presenta tutti i personaggi della serie Virtua Fighter; il percorso Fighting Vipers, con tutti i personaggi di Fighting Vipers; e il percorso Girls, focalizzato sui personaggi femminili. Ci sono anche il percorso Muscle, che include i lottatori più forti; il percorso Smart Guys, riservato ai lottatori più tattici; e il percorso Dirty Fighters, per i lottatori subdoli. Inoltre, si possono affrontare i Bosses, dove si incontrano i personaggi nascosti come ultimo avversario, e infine il percorso Secrets, che comprende gli altri personaggi nascosti non affrontati nel percorso Bosses.
Ogni percorso consiste in sei combattimenti contro i personaggi disponibili, seguiti da una battaglia finale contro un personaggio nascosto. Completando i primi quattro percorsi, si sbloccano i successivi tre. Una volta superati, il giocatore può accedere al percorso Bosses e infine a quello finale, che funge da bonus. Inoltre, il giocatore ha la possibilità di alternare tra gli stili di gioco di Fighting Vipers e Virtua Fighter. Questo cambiamento implica che i personaggi combattano in arene murate tipiche di Fighting Vipers o in quelle aperte di Virtua Fighter, utilizzando lo stile di combattimento corrispondente. L'impostazione predefinita è quella di Fighting Vipers. Il cast predefinito include tutti i personaggi di Virtua Fighter 2 e Fighting Vipers, insieme a Kumachan, un orso mascotte con un cappello e senza punti di articolazione. I personaggi di Virtua Fighter 2 hanno ricevuto alcune (ma non tutte) delle nuove mosse presenti in Virtua Fighter 3. Anche l'annunciatore del gioco è lo stesso della terza iterazione della serie. I personaggi di Fighting Vipers mantengono la loro armatura originale, mentre quelli di Virtua Fighter 2 si dispongono di nuove mosse progettate per rompere l'armatura degli avversari.

## Personaggi
Da Virtua Fighter 2:
- Akira Yuki
- Pai Chan
- Lau Chan
- Wolf Hawkfield
- Jeffry McWild
- Kage Maru
- Sarah Bryant
- Jacky Bryant
- Shun Di
- Lion Rafale
- Dural

Da Fighting Vipers:
- Grace
- Bahn
- Raxel
- Tokio
- Sanman
- Jane
- Candy[N 1]
- Picky
- Mahler
- B.M.
- Kumachan/Pandachan

Ci sono dodici personaggi nascosti nel gioco, provenienti da altri titoli sviluppati da AM2. Per sbloccarli, è necessario completate tutti i percorsi della modalità per giocatore singolo, ad eccezione del Novice Trial, che consente di ottenere un costume alternativo per Candy. Ogni personaggio può essere utilizzato in due modalità: come un lottatore di Fighting Vipers, con un'armatura distruttibile, o come un personaggio di Virtua Fighter, senza armatura.
- Bark the Polar Bear: è uno dei personaggi creati da AM2 per Sonic the Fighters.[10] Si presenta come un orso color crema con grandi ciuffi di pelo che spuntano dalla parte anteriore e posteriore del suo cappello. Indossa una sciarpa e guanti, e il suo costume alternativo è simile a quello di Babbo Natale. Bark gioca come un personaggio di Virtua Fighter e si sblocca sconfiggendo il boss del percorso Muscle. Mantiene il suo livello originale da Sonic the Fighters, ma senza le pareti e con la musica di sottofondo del livello Flying Carpet.
- Bean the Dynamite: è un altro personaggio creato da AM2 per Sonic the Fighters.[10] Si presenta come un picchio verde che indossa un fazzoletto al collo e le scarpe di Sonic, senza calzini. Il suo nome, "The Dynamite", deriva dal gioco arcade Sega Dynamite Düx, da cui trae ispirazione. In questo gioco, Bean può indossare un costume alternativo blu, che lo fa assomigliare al personaggio Bin di Dynamite Düx. Le sue famose bombe sono presenti, sebbene con un aspetto e alcune funzioni diverse; mantiene comunque le sue tre mosse speciali legate alle bombe: la bomba in testa, il calcio bomba e il lancio di una bomba su un nemico caduto mentre si copre le orecchie. Bean gioca come un personaggio di Virtua Fighter e si sblocca completando il percorso Muscle, anche se non si affronta fino al percorso Bonus. Il suo livello non è quello di Sonic the Fighters, ma quello di Knuckles, South Island.
- Deku: è l'unico personaggio originale creato per il gioco. Si tratta di un buffo fagiolo verde messicano che indossa un cappello.[10] Quando il cappello viene distrutto, sotto di esso appare un uccello che si posiziona sulla sua testa. Deku gioca come un personaggio di Fighting Vipers e si sblocca completando il percorso Dirty Fighters. Il suo livello è una generica arena visibile nella modalità allenamento.
- Janet: proveniente da Virtua Cop 2, è nota per le sue abilità nelle contromosse. Le sue mosse sono ispirate a quelle di Aoi Umenokoji da Virtua Fighter 3 e può essere sbloccata completando il percorso Girls.[9] La sua arena, Virtua City, è basata sul primo livello del primo Virtua Cop.
- Kids Akira: è la versione super deformed di Akira Yuki, presente in Virtua Fighter Kids.[9] Questo personaggio si sblocca completando il percorso Virtua Fighter.[9] La sua impostazione predefinita è quella di Fighting Vipers, e mantiene il suo livello dal gioco Virtua Fighter Kids.
- Kids Sarah: rappresenta la versione super deformed di Sarah Bryant, anch'essa da Virtua Fighter Kids. Per sbloccarla, è necessario completare il percorso Virtua Fighter, anche se il combattimento non avviene fino al percorso Bonus. Il suo livello è una reinterpretazione del livello di Sarah dal primo Virtua Fighter, arricchito da lettere al neon che fungono da muri e riportano la scritta "MEGAMIX".
- Hornet: è un'auto (numero 41) proveniente da Daytona USA,[11] che si presenta in modo umoristico, sostenendosi sulle ruote posteriori e muovendosi come se fosse un personaggio. Gioca come un lottatore di Fighting Vipers e può perdere la scocca, rivelando la carrozzeria, il motore e altre parti sottostanti. I suoi suoni provengono dal motore e includono effetti sonori tipici di Daytona USA, come lo stridio delle gomme. Hornet ha due costumi che richiamano il suo cambio automatico (rosso e blu) o manuale (rosso e giallo). Il suo livello è ispirato a un circuito di Daytona USA, in particolare il percorso per principianti chiamato "Three-Seven Speedway". Una volta rimosse l'armatura, Hornet utilizza il set di mosse di Bahn.[10] Si sblocca completando il percorso Secrets.
- Rent-A-Hero: proviene dal gioco Rent a Hero per Sega Mega Drive, disponibile esclusivamente in Giappone.[10] Questo personaggio gioca come un lottatore di Fighting Vipers, ma presenta un handicap aggiuntivo: la durata della batteria, rappresentata da simboli rossi a forma di batteria sopra la sua barra della salute. Se tutti i simboli scompaiono, Rent-A-Hero si spegne. Per sbloccarlo, è necessario completare il percorso Smart Guys. Il suo livello è lo stadio "Chicago" di Virtua Fighter 2, che si ottiene quando Jacky e Sarah si affrontano in una partita. Anche se questo livello viene sbloccato prima di Rent-A-Hero, la musica originale di Virtua Fighter 2 viene riprodotta fino a quando Rent-A-Hero non combatte, momento in cui viene riprodotto il tema musicale del personaggio. Nella versione giapponese, la musica utilizzata è un remake di quella della schermata dei titoli della versione Mega Drive, simile alla sigla di un programma super sentai giapponese, mentre le versioni nordamericana ed europea presentano una versione strumentale della stessa canzone.
- Siba: è un personaggio proveniente da un prototipo di Virtua Fighter, ma è stato escluso dal cast finale al momento dell'uscita del gioco.[10] Siba è un arabo vestito di bianco e viola, armato di una spada che si carica di energia verde. Si sblocca completando il percorso Boss. Il suo livello è ispirato al livello desertico di Wolf in Virtua Fighter 3.
- URA Bahn: è una versione superpotenziata di Bahn, proveniente da Fighting Vipers.[10] Questo personaggio si sblocca completando il percorso Fighting Vipers. Il suo livello è situato alla periferia della città di Old Armstone, dove gli edifici dell'arena di Bahn normale sono visibili in lontananza.
- AM2 Palm Tree: è l'emblema della casa di sviluppo del gioco, una palma, e diventa un personaggio giocabile accumulando 84 ore di gioco totali. Per selezionarlo, è necessario scegliere Kumachan e premere il pulsante Z.
- Mr Meat (Niku): è un personaggio peculiare che diventa disponibile dopo aver avviato il gioco per 30 volte. Per selezionarlo, bisogna posizionare il cursore su Kumachan, premere X e scegliere di giocare "course I".

## Sviluppo
AM2 ha spiegato che l'idea per il gioco è emersa verso la fine dell'anno, quando si sentiva l'impulso di creare un titolo festivo per i fan del Sega Saturn. Il progetto di Fighters Megamix è stato mantenuto segreto fino all'annuncio ufficiale durante una conferenza stampa il 6 novembre 1996, meno di due mesi prima della sua uscita sul mercato.
Il team di AM2 ha descritto Fighters Megamix come un gioco relativamente semplice da realizzare. Anche se l'inserimento di tutte le mosse di Virtua Fighter 2 su un singolo disco ha richiesto mesi di sviluppo di nuove tecniche di compressione, i progressi successivi in questo campo hanno reso più facile includere una selezione ancora più ampia di mosse nel gioco finale.
Per promuovere il titolo, i DJ Commander Tom e DJ MARS hanno creato un mix da discoteca basato sulla musica di Fighters Megamix, intitolato Fighters, pubblicato come singolo il 25 luglio 1997. Nel 1998, Tiger Electronics ha realizzato un port del gioco per Game.com.

## Accoglienza
| Testata                           | Versione | Giudizio |
| --------------------------------- | -------- | -------- |
| GameRankings (media al 9-12-2019) | SAT      | 87,67%   |
| Computer and Video Games          | SAT      | 5/5      |
| Electronic Gaming Monthly         | SAT      | 8,125/10 |
| Game Informer                     | SAT      | 9,25/10  |
| GameSpot                          | SAT      | 8,6/10   |
| Next Generation                   | SAT      | 5/5      |
| Sega Saturn Magazine              | SAT      | 95%      |

Fighters Megamix ha ricevuto il plauso della critica. Game Informer ha elogiato la varietà di set di mosse e lottatori, premiando il gioco con un 9,25/10, il punteggio più alto mai ricevuto da qualsiasi altro gioco di Saturn. Rich Leadbetter di Sega Saturn Magazine ha affermato che il gioco era "abbastanza diverso da VF2 e soprattutto da VF3 da garantire un acquisto immediato. Anche il fatto che abbia un'enorme profondità e livelli di giocabilità giganteschi aiuta". La recensione di Jeff Gerstmann su GameSpot ha riportato che "se non possiedi un Saturn e hai anche un interesse passeggero per la serie VF, questo è probabilmente il gioco che potresti usare per giustificare l'acquisto del sistema". GamePro ha dato un 4,5 su 5 per la grafica e un perfetto 5,0 in ogni altra categoria (suono, fattore di divertimento e controllo), sottolineando che "Abbinare i lottatori di Fighting Vipers e Virtua Fighter 2 è un pensiero ispirato, e sebbene Megamix non lo sia perfetto, ci va vicino". Next Generation ha riassunto: "In poche parole, questo è il miglior gioco di combattimento mai visto su un sistema che è già pieno zeppo di fantastici giochi di combattimento".
Nonostante le valutazioni complessive positive, la maggior parte dei revisori ha espresso alcune critiche al gioco. Gerstmann e Next Generation hanno entrambi notato che la grafica, sebbene buona, utilizzava meno poligoni e una risoluzione inferiore rispetto alla versione Saturn di Virtua Fighter 2.  Alcuni critici hanno anche trovato l'IA nemica troppo facile, sebbene Leadbetter abbia osservato che la difficoltà è stata notevolmente aumentata nella versione PAL. I critici generalmente hanno concluso che questi problemi sono stati eclissati dalla vasta e ben progettata selezione di personaggi e dalle interessanti dinamiche di gioco che risultano quando i personaggi di Virtua Fighter si confrontano con quelli di Fighting Vipers.
Il gioco è divenuto uno dei giochi Sega Saturn più venduti, con oltre 600 000 copie vendute nel solo Giappone. Negli Stati Uniti è stato il videogioco Saturn più noleggiato per tre mesi del 1997, precisamente da giugno ad agosto.
Nel 2017, GamesRadar lo ha incluso nella lista dei migliori giochi Sega Saturn, affermando che "il mashup bash-up di Sega AM2 offre una gamma sbalorditiva di contenuti per i giocatori dedicati con cui fare i conti".